# Drangovo
Drangovo (Bulgaars: Дрангово) is een dorp in het zuiden van Bulgarije. Het is gelegen in de gemeente Kirkovo, oblast Kardzjali. Het dorp ligt hemelsbreed 36 km ten zuidwesten van de stad Kardzjali en 219 kilometer ten zuidoosten van Sofia. 

## Bevolking
Het dorp Drangovo had bij een schatting van 2020 een inwoneraantal van 826 personen. Dit waren 278 mensen (-25,2%) minder dan 1.104 inwoners bij de officiële census van februari 2011. De gemiddelde jaarlijkse groei in die periode komt daarmee uit op -2,9%, hetgeen lager is dan het landelijk jaarlijks gemiddelde over deze periode (-0,63%). 
- 1934 1106
Koninkrijk Bulgarije
- 1946 1254
Volksrepubliek Bulgarije
- 1956 1511
Volksrepubliek Bulgarije
- 1965 1903
Volksrepubliek Bulgarije
- 1975 1902
Volksrepubliek Bulgarije
- 1985 1844
Volksrepubliek Bulgarije
- 1992 1714
Republiek Bulgarije
- 2001 1300
Republiek Bulgarije
- 2011 1104
Republiek Bulgarije
- 2020 826
Republiek Bulgarije

- Koninkrijk Bulgarije
- Volksrepubliek Bulgarije
- Republiek Bulgarije

In het dorp wonen nagenoeg uitsluitend etnische Bulgaren. In de optionele volkstelling van 2011 identificeerden 1.025 van de 1.041 ondervraagden zichzelf als etnische Bulgaren - oftewel 98,5% van alle ondervraagden. De overige ondervraagden hebben geen - of een andere - etnische achtergrond gespecificeerd. 
| Etnische samenstelling van de respondenten (2011) | Etnische samenstelling van de respondenten (2011) | Etnische samenstelling van de respondenten (2011) | Etnische samenstelling van de respondenten (2011) | Etnische samenstelling van de respondenten (2011) |
| ------------------------------------------------- | ------------------------------------------------- | ------------------------------------------------- | ------------------------------------------------- | ------------------------------------------------- |
|                                                   |                                                   |                                                   |                                                   |                                                   |
| Bulgaren                                          | Bulgaren                                          |                                                   | 98,5%                                             | 98,5%                                             |
| Turken                                            | Turken                                            |                                                   | 0,0%                                              | 0,0%                                              |
| Roma                                              | Roma                                              |                                                   | 0,0%                                              | 0,0%                                              |
| Anders/Onbekend                                   | Anders/Onbekend                                   |                                                   | 1,5%                                              | 1,5%                                              |